# Kirchplatz 8–10

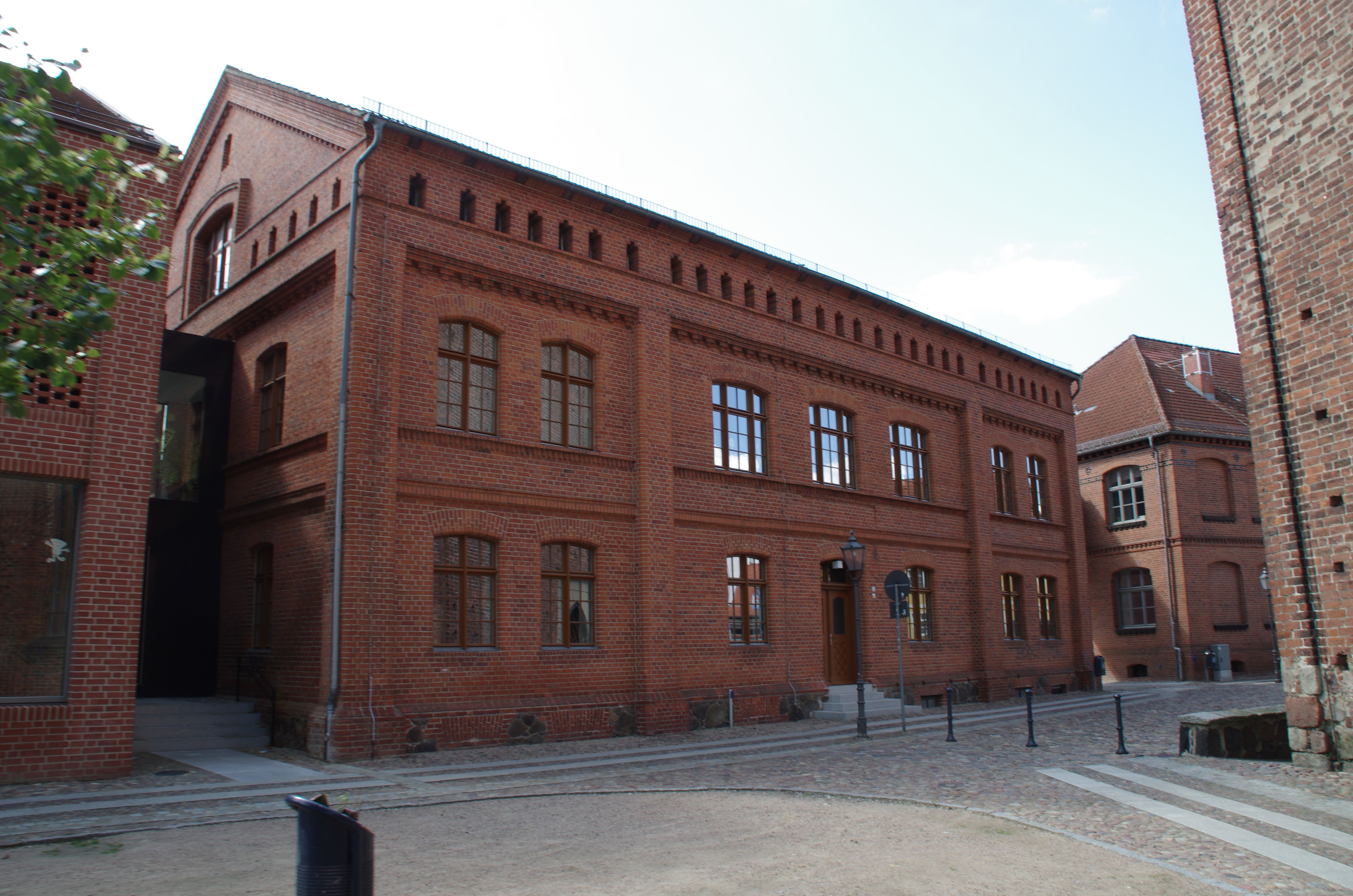
Kirchplatz 8, ehemalige Knabenschule

Das Gebäudeensemble Kirchplatz 8 und 10 umfasst zwei denkmalgeschützte ehemalige Schulgebäude in Wittstock/Dosse. Es befindet sich unmittelbar neben der St.-Marien-Kirche und nahe dem Marktplatz und beherbergt heute die Integrationskita Kinderland Wittstock.

## Gebäude
Das Gebäude Kirchplatz 8 wurde 1839 als Knabenschule gebaut. Der zweigeschossige Ziegelbau hat einen Feldsteinsockel und ein Satteldach. Das benachbarte Gebäude Kirchplatz 10 wurde 1894 als Mädchenschule in vergleichbarer Form gebaut. Zwischen beiden Gebäuden verläuft die Küsterstraße.
Bis zum Jahr 2005 wurden in den beiden Gebäuden, die zuletzt die Pestalozzi-Oberschule bildeten, Schüler unterrichtet. Nach Schließung der Schule standen die Gebäude leer, mehrere Nachnutzungen wurden diskutiert, bis die Stadt entschied, hier eine bislang am Stadtrand gelegene städtische Kindertagesstätte sowie den Schulhort der Diesterweg-Grundschule anzusiedeln.

## Sanierung und Umnutzung
Der notwendige Umbau in eine Kindertagesstätte beinhaltet eine gläserne Brücke über die Küsterstraße hinweg und für ergänzende Flächen (Treppenhaus, Toiletten und Waschräume) einen Neubau und stellte den historischen Baukörper nicht in Frage. Die Eingriffe in den Bestand beschränkten sich auf ein Minimum. Ersetzt wurden die Holzbalkendecken und die in den 1970er Jahren eingebauten Fenster. Die aus der Bauzeit erhaltenen Türen wurden an passender Stelle wiederverwendet, die Erneuerung der Fenster erfolgte denkmalgerecht. Der Neubau orientiert sich an der Kubatur der ehemaligen Jungenschule, bleibt durch sein Fassadenrelief aber als neuer Stadtbaustein erkennbar. Der Umbau wurde als energetische Sanierung und Rückführung städtischer Infrastruktur in die von Leerstand bedrohte Altstadt zu 90 % von Bund und Land gefördert. Besonders die herausragende Qualität des kleinen Neubaus führte zur Auszeichnung mit dem Brandenburgischen Baukulturpreis 2015. Das Projekt erhielt außerdem 2014 eine Anerkennung im Otto-Borst-Preis für herausragende Sanierungsbeispiele in Altstadtensembles.
2013 zog die städtische Kindertagesstätte Kinderland in den Gebäudekomplex um. Diese hat eine Kapazität von insgesamt 259 Plätzen, darunter Plätze für Integrationskinder. Auch der Schulhort der Diesterweg-Grundschule (62 Plätze) wird von der Kindertagesstätte betrieben.